# Hans nåds testamente
Hans nåds testamente (lit. "El testament de Sa Gràcia") és una pel·lícula muda dramàtica sueca del 1919 dirigida per Victor Sjöström.

## Argument[calcitació]
A Rogershus, el baró camarlenc Roger Bernhusen de Sars publicarà el seu testament en el seu 65è aniversari. La seva germana Jullan i els seus dos fills reclamen l'herència, però el baró té la intenció de canviar el testament perquè passi a la filla il·legítima Blenda quan es casi amb el seu Jakob. Però Blenda de seguida s'enamora de l'únic fill de Jullan, Per, i després de complicacions el baró redacta el testament.

## Repartiment
- Karl Mantzius - El baró Roger Bernhusen de Sars
- Carl Browallius – Anders Vickberg, el mestre de cort
- Greta Almroth - Blenda, la filla il·legítima
- Tyra Dörum - La senyora Lovisa Enberg, la mestressa de casa
- Georg Blickingberg - Toni, empleat noble
- Semmy Friedmann - Jakob Enberg, fill de Lovisa i Toni
- Augusta Lindberg - Julia Hyltenius, germana del baró
- Gabriel Alw - Per Hyltenius
- Sture Baude – Roger Hyltenius
- Nils Arehn - Björner, cap de districte, cosí del baró
- Josua Bengtson – Johnsson, servent
- Sigurd Wallén – l'inspector
- Carl Borin – el professor de l'escola que dirigeix el cor infantil
- Emil Fjellström – el carter
- Olof Ås – un camperol adormit al turó del graner

## Producció[calcitació]
La pel·lícula es va estrenar el 3 de novembre de 1919. Com a guió tenen la novel·la de Hjalmar Bergman Hans nåds testamente del 1910. L'enregistrament va tenir lloc a l'estudi del Biografteatern suec a Lidingö i escenes exteriors al castell de Tyresö fora d'Estocolm per Henrik Jaenzon. La novel·la va ser filmada novament el 1940 dirigida per Per Lindberg. El paper principal va ser interpretat per l'actor danès Karl Mantzius i en aquesta pel·lícula va fer la seva única aparició com a convidat en una pel·lícula sueca.